# كيفن رولاند
كيفن رولاند (بالإنجليزية: Kevin Rowland)‏ هو مغني وكاتب أغاني بريطاني، ولد في 17 أغسطس 1953 في Wednesfield ‏ في المملكة المتحدة.

## وصلات خارجية
- كيفن رولاند على موقع IMDb (الإنجليزية)
- كيفن رولاند على موقع ميوزك برينز (الإنجليزية)
- كيفن رولاند على موقع أول ميوزيك (الإنجليزية)
- كيفن رولاند على موقع ديسكوغز (الإنجليزية)
- كيفن رولاند على موقع قاعدة بيانات الفيلم (الإنجليزية)